# Угол (присілок, Бокситогорський район)
Угол (рос. Угол) — присілок Бокситогорського району Ленінградської області Росії. Входить до складу Самойловського сільського поселення.
Населення — 1 особа (2003 рік). 